# 勉西站
勉西站是位于陕西省勉县武侯墓乡的一个铁路车站，邮政编码724208。车站建于1977年，有阳安铁路经过该站，现办理客货运业务，车站及其上下行区间均为电气化区段。车站距离阳平关站72公里，隶属西安铁路局，是三等站。